# 耶邑幹
耶邑幹（やゆうかん、朝鮮語: 야읍간、生没年不詳）は、高麗王朝に降伏、その後、高麗王朝に帰化した女真族。

## 概要
女真の耶邑幹が東北面に来て自分の父親、母親、兄弟など6人が高麗王朝に亡命しており、自分も家族とともに暮らしたいと懇願した。高麗王文宗は「両親に親孝行するためにも、両親の親戚もともに連れて来て、嶺南に移住させよ」とする命令を下した。
高麗王朝は、宋、契丹、女真などとも活発に交流し、これらの国からの帰化人も多かった。帰化人の職種で最も多いのは、文人、文士、官人などのインテリであり、他には、商人、訳語、僧侶、医師、音楽家、占術師などである。後三国を統一を主導した勢力は武将であるため、インテリが絶対的に不足していたため、高麗王朝は、帰化人に官職、土地、家屋、物品を与えるなど帰化人を優遇した。帰化人は、外交、通訳、貿易、医療、音楽、占術など多方面で活躍し、高麗王朝の発展に大きく寄与した。